# Raffaele Esposito (attore 1978)
Raffaele Esposito (Lodi, 25 giugno 1978) è un attore italiano.

## Biografia
Di origini napoletane, è figlio di un ex dirigente in un settore della ASL di Lodi che ha collaborato per dieci anni con Pierdante Piccioni. Frequenta il Liceo classico "Alessandro Racchetti" di Crema, conseguendo il diploma nel 1997. Dal 1999 al 2002 si forma presso il Piccolo Teatro di Milano, diretto da Luca Ronconi, e nel 2004 frequenta un corso di perfezionamento presso il Centro Teatrale Santa Cristina, sempre diretto da Ronconi.

### Vita privata
Dalla relazione con l'attuale compagna palermitana ha avuto due figli, Rocco (nato nel 2009) e Rachele (nata nel 2012).

## Filmografia

### Cinema
- 18 regali, regia di Francesco Amato (2020)
- Maria Montessori - La Nouvelle Femme (La Nouvelle Femme), regia di Léa Todorov (2023)

### Televisione
- Virginia, la monaca di Monza - miniserie TV (2004)
- R.I.S. - Delitti imperfetti - serie TV, episodi 2x09 - 2x10 (2005)
- Sotto il cielo di Roma - miniserie TV (2010)
- La mia casa è piena di specchi - miniserie TV (2010)
- Eroi per caso - miniserie TV (2011)
- Il commissario Manara - serie TV, episodio 2x08 (2011)
- Un passo dal cielo - serie TV, episodio 1x08 (2011)
- Che Dio ci aiuti - serie TV, episodio 1x12 (2011)
- Il commissario Montalbano - serie TV, episodio La giostra degli scambi (2018)
- Non uccidere - serie TV, episodio 2x24 (2019)
- Don Matteo - serie TV, episodio 12x08 (2020)
- Doc - Nelle tue mani - serie TV (2020, 2024)
- Che Dio ci aiuti - serie TV, episodi 6x09-6x10 (2021)
- Imma Tataranni - Sostituto procuratore, regia di Francesco Amato - serie TV, episodio 2x08 (2022)
- Blanca, regia di Michele Soavi - serie TV, episodi 2x04-2x05-2x06 (2023)
- Studio Battaglia, regia di Simone Spada – serie TV, seconda stagione (2024)

## Teatrografia

### Attore
- Il consigliere segreto di Anton Čechov, regia di Peter Stein - Teatro alla Scala di Milano (2000)
- Candelaio di Giordano Bruno, regia di Luca Ronconi - Piccolo Teatro di Milano & Teatro Biondo di Palermo (2001)
- Infinities di John David Barrow, regia di Luca Ronconi - Piccolo Teatro di Milano (2002)
- Il gabbiano di Anton Čechov, regia di Enrico D'Amato - Piccolo Teatro di Milano (2002)
- Calderón di Pier Paolo Pasolini, regia di Antonio Sixty - Teatro Litta di Milano (2002)
- Riccardo III di William Shakespeare, regia di Árpád Schilling - Piccolo Teatro di Milano (2003)
- Peccato che fosse puttana A di John Ford, regia di Luca Ronconi - Teatro Farnese di Parma (2003)
- Peccato che fosse puttana B di John Ford, regia di Luca Ronconi - Teatro Farnese di Parma (2003)
- Le rane di Aristofane, regia di Luca Ronconi - Piccolo Teatro di Milano (2004)
- Le Baccanti di Euripide, regia di Luca Ronconi - Piccolo Teatro di Milano (2004)
- La Centaura di Giovan Battista Andreini, regia di Luca Ronconi - Teatro Nazionale di Genova (2004)
- Professor Bernhardi di Arthur Schnitzler, regia di Luca Ronconi - Piccolo Teatro di Milano (2005)
- Troilo e Cressida di William Shakespeare, regia di Luca Ronconi - Progetto Domani-Lumiq Studios Torino (2006)
- Lo specchio del diavolo di Giorgio Ruffolo, regia di Luca Ronconi - Progetto Domani-Lumiq Studios Torino (2006)
- La Calandria di Bernardo Dovizi da Bibbiena, regia di Marco Rampoldi - Palazzo Ducale di Urbino (2006)
- Il ventaglio di Carlo Goldoni, regia di Luca Ronconi - Piccolo Teatro di Milano (2007-2008)
- Odissea doppio ritorno: L'antro delle ninfe a cura di Emanuele Trevi, regia di Luca Ronconi - Teatro Comunale di Ferrara (2007)
- Odissea doppio ritorno: Itaka di Botho Strauß, regia di Luca Ronconi - Teatro Comunale di Ferrara (2007-2008)
- Sogno di una notte di mezza estate di William Shakespeare, regia di Luca Ronconi - Piccolo Teatro di Milano (2009-2010)
- Il mercante di Venezia di William Shakespeare, regia di Luca Ronconi - Piccolo Teatro di Milano (2009-2010)
- Trilogia Horovitz - Beirut Roks di Israel Horovitz, regia di Hyunjung Lee - Teatro dell'Elfo di Milano (2012)
- Trilogia Horovitz - Effetto muro di Israel Horovitz, regia di Andrea Paciotto - Teatro dell'Elfo di Milano (2012)
- Sangue sul collo del gatto di Rainer Werner Fassbinder, regia di Umberto Cantone - Teatro Biondo di Palermo (2013)
- Fiabe del bosco viennese di Ödön von Horváth, regia di Walter Le Moli - Teatro Due di Parma (2014)
- Gioventù senza Dio di Ödön von Horváth, regia di Walter Le Moli - Teatro Due di Parma (2014)
- Aiace di Ghiannis Ritsos (traduzione di Nicola Crocetti), regia di Walter Le Moli - Teatro Due di Parma (2015)
- Lehman Trilogy di Stefano Massini, regia di Luca Ronconi - Piccolo Teatro di Milano (2015)
- Ifigenia in Aulide di Euripide, regia di Federico Tiezzi -Teatro greco di Siracusa (2015)
- Fool for Love di Sam Shepard, regia di Fulvio Pepe - Teatro Due di Parma (2016)
- La signorina Julie di August Strindberg, regia di Walter Le Moli - Teatro Due di Parma (2016)
- Teatro Para Minutos - I tre anelli di Juan Mayorga, regia di Gigi Dall'Aglio - Teatro Due di Parma (2017)
- I Persiani di Eschilo, regia di Andrea Chiodi - Teatro Due di Parma (2017)
- Le interviste impossibili di Autori vari - Teatro Due di Parma (2017)
- La tragedia del vendicatore di Thomas Middleton, regia di Declan Donnellan - Piccolo Teatro di Milano (2018-2019)
- Villon di Roberto Mussapi, regia di Gigi Dall'Aglio - Teatro Due di Parma (2019)
- M - Il figlio del secolo, regia di Massimo Popolizio - Piccolo Teatro di Milano (2021-2022)
- Uno sguardo dal ponte di Arthur Miller, regia di Massimo Popolizio - Teatro Strehler di Milano (2023)

### Regista
- I poeti sulle mine - Pastiche poetico-teatrale da Majakovskij e gli altri - Teatro Due di Parma (2017) - anche protagonista
- La prigione di Kenneth H. Brown - Teatro Due di Parma (2017)
- Il silenzio del mare di Vercors - Fondazione Feltrinelli & Teatro Due di Parma (2018) - anche protagonista

## Riconoscimenti
- Premio Ubu
  - 2006 – Miglior attore under 30 (ex aequo)[4]